# Krupin (powiat olecki)
Krupin (inna nazwa – Markowice, niem. Krupinnen) – wieś w Polsce położona w województwie warmińsko-mazurskim, w powiecie oleckim, w gminie Wieliczki.
W latach 1954–1971 wieś należała i była siedzibą władz gromady Krupin, po jej zniesieniu w gromadzie Szczecinki. W latach 1975–1998 miejscowość należała administracyjnie do województwa suwalskiego.

## Historia
Wieś czynszowa, lokowana w 1561 r., kiedy to starosta książęcy, Wawrzyniec von Halle, sprzedał Pawłowi i Stańkowi Markowiczom, braciom z Niedźwiedzkich, cztery włóki boru na sołectwo, po 54 grzywny za włókę, powierzył zadanie założenia wsi na 40 włókach położonych między Markowskimi a Oleckiem.
W 1600 roku mieszkali w Krupinie sami Polacy. W XVIII wieku dzierżawili wieś Dzięgielowie, polska szlachta. Szkoła powstała tu między 1737 a 1740 rokiem. W roku 1935 zatrudniała dwu nauczycieli i miała 33 uczniów w klasach od pierwszej do czwartej, a 30 w klasach od piątej do ósmej.
Wieś nazywano także Markowicami, ostatecznie jednak utrzymała się nazwa Krupin, nieznacznie zniekształcona w niemieckiej wersji urzędowej na Krupinnen.
W 1913 roku znajdowała się we wsi dwuklasowa szkoła i urząd pocztowy. Miejscowość ta liczyła łącznie z Imionkami (Prostkergut) i Nowymi Raczkami 518 mieszkańców. W roku 1939 Krupin miał 518 mieszkańców.
We wsi znajduje się kilka chałup, stanowiących przykład starego, mazurskiego budownictwa ludowego. Jest tu kościół pw. św. Maksymiliana Kolbe (poświęcona 28 maja 1988 roku).